# آپاندیس

دستگاه گوارش انسان

آپاندیس یا آویزه (به انگلیسی: appendix) (به فرانسوی: Appendice) زائده‌ای کوچک و انگشتی شکل است که از ابتدای روده بزرگ منشعب می‌شود. این زائده به انتهای بن‌بست در سکوم (روده کور) متصل است. در جدار این عضو بافت لنفاوی فراوانی موجود است. طول آپاندیس بین ۱۰ تا ۱۲ سانتی‌متر متغیر است و قطر آن نیز کمتر از ۶ میلی‌متر است. عفونت و التهاب در آن منجر به آپاندیسیت می‌شود. کارکرد آن در بدن انسان کمک به از بین بردن آلودگی‌های بدن است. همچنین در برخی تحقیقات تقویت سیستم ایمنی بدن از کارکردهای آپاندیس است. همچنین دیگر فواید آن می‌توان به محل رشد و بازسازی باکتری‌های مفید روده است هضم و جذب برخی کربوهیدرات‌ها جلوگیری از حساسیت تحت کنترل نگه داشتن باکتری‌های بد است.ساختن گلبول سفید در بدن
برخی از دانشمندان به تازگی نظریاتی ابراز داشته‌اند که نشان از کارایی این عضو دارد. نتایج تحقیقات ساینتیفیک آمریکن حاکی از آن است که آپاندیس در نوزادان به تولید هورمون و در افراد بزرگسال به تولید پادگنهای (آنتی‌ژن‌های) مفید برای ایمنی بدن و مبارزه با بیماری کمک می‌کند. همچنین تحقیقات دیگری نشان می‌دهد که آپاندیس نقش عمده‌ای در سیستم ایمنی بدن دارد. بافتهای لنفاوی جداره آپاندیس با حس کردن میکروبهای موجود در مواد زاید در حال دفع از بدن، نوع خوب یا بد میکروب‌ها را تشخیص داده و به بانک حافظه‌ای سیستم ایمنی بدن اجازه می‌دهند تا در مقابله (و دفع) میکروبهای مضر و ساختن میکروبهای مفید برنامه‌ریزی کرده و فعال گردد. آمار مرگ و میر در اثر اسهال مزمن در کشورهای فقیر یا در حال رشد نشان داده که آپاندیس سالم با ذخیره باکتریهای خوب در خود می‌تواند سیستم گوارشی افراد را پس از آلوده شدن به میکروبهای مضر باعث اسهال، با بازگشت میکروب‌های مفید بهبود داده و از آمار مرگ و میر بکاهد. همچنین در بعضی آدم‌ها وقتی آپاندیس آلوده شده به عفونت مزمن می‌شود و آن را از بدن جدا می‌کنند باعث سفت شدن شکم و روده راست می‌شود و هموروئید را ایجاد می‌کنند و چربی خون در اثر باکتریهای آزاد شده موجب چربی خون می‌شود و خون آلوده می‌شود.

## برخی کارهای آپاندیس
1. جلوگیری از حساسیت
2. تولید پادتن برای جلوگیری از بیماری و تولید پادگن برای شناسایی سریعتر میکروب توسط سیستم ایمنی
3. تولید باکتری‌های مفید روده که می‌توان گفت که اندامی برای هضم غذا است
4. تولید هورمون در نوزادان برای رشد
5. نگهداشتن باکتری‌های بد مانند وبا و دیسانتری
6. تولید گلبول سفید

## علل عفونت آپاندیس
وقتی غذا از طریق مری به معده و روده بزرگ می‌رسد باکتری‌هایی که در روده قرار دارند نیمی از آن مواد غذایی را به خود جذب کرده و به داخل خون می‌ریزند و اما آپاندیس آن باکتری‌ها را از پوست خارجی آپاندیس به خود جذب می‌کند این باکتری‌ها زیاد می‌شوند و سپس باعث عفونت آپاندیسیت می‌شوند.

## نخستین کسی که خودش آپاندیسش را جراحی کرد
اواخر آوریل ۱۹۶۱، لئونید روگوزوف ۲۷ ساله که جزو ششمین گروه اکتشافی شوروی سابق بود که به قطب جنوب می‌رفتند (تیمی دوازده نفره که مأموریت‌شان ساختن پایگاهی جدید بنام ایستگاه نوووکایا در واحهٔ شیرماخر بود)، به دلیل ابتلا به آپاندیسیت حاد، وضع جسمانیش وخیم شد (کمی احساس ضعف و خستگی داشت، بعد حالت تهوع شروع شد، و کمی بعد دردی شدید در سمت راست پهلویش حس کرد) و چون خودش پزشک جراح بود، بلافاصله فهمید مشکل آپاندیس است اما از آنجا که هیچ اتاق عمل جراحی در آنجا وجود نداشت و امیدی هم به کمک‌رسانی نبود و تنها پزشک گروه نیز خودش بود، بنابراین و به ناچار تصمیم گرفت که با بی‌حسی موضعی و عدم بیهوشی کامل و توسط آینه، خودش را جراحی نموده و آپاندیس ملتهبش را خارج نماید که این کار با موفقیت انجام و خودش نیز زنده بماند؛ امروزه و پس از گذشت بیش از نیم قرن از آن زمان، برداشتن آپاندیس پیش از سفر به قطب جنوب عادی – و در بعضی کشورها مثل استرالیا، اجباری – است. بعضی از پزشکان هم معتقدند فضانوردانی که بخواهند (در آینده) برای مدتی طولانی به ماه یا مریخ بروند، باید همین کار را نیز بکنند.

## مشکلات آپاندیس

### تومورهای آپاندیس
تومورهای آپاندیس معمولاً نادر بوده و ممکن است خوش‌خیم یا سرطانی باشند. این تومورها ممکن است مواد شیمیایی ترشح کنند که باعث گرگرفتگی دوره‌ای، نفس تنگی و اسهال شوند.

### آپاندیسیت
بدلایل نامشخصی در اغلب موارد آپاندیس ملتهب و عفونی شده و می‌تواند پاره شود. معمولاً این وضعیت به دلیل انسداد نسبی یا کامل آپاندیس ایجاد می‌شود. در صورتیکه انسداد کامل باشد جراحی اورژانسی نیاز است.
انسداد اغلب به دلیل تجمع مواد دفعی (روده بزرگ) می‌باشد، ممکن است به دلیل مواردی نظیر بزرگ شدن گره‌های لنفاوی، کرم‌های انگلی، تروما و تومور نیز انسداد آپاندیس صورت گیرد. زمانیکه آپاندیس مسدود می‌شود باکتری‌ها می‌توانند در این عضو تکثیر شوند که منجر به تشکیل یک اجتماع عفونی شوند و این امر باعث افزایش فشار در آن منطقه شده که دردناک می‌باشد. نیز می‌توانند عروق خونی آن منطقه را تحت فشار قرار دهند. قطع جریان خون به آپاندیس می‌تواند باعث قانقاریا شود. درصورتیکه آپاندیس پاره شود مواد دفعی در شکم پراکنده شده که این امر یک حالت اورژانسی را بوجود می‌آورد. در این حالت اعضای دیگر نظیر رکتوم (انتهای روده بزرگ) و مثانه ممکن است ملتهب شوند.
درصورتی که آپاندیس عفونی به‌جای پاره شدن نشت داشته باشد آبسه در آن منطقه از شکم ایجاد می‌شود.

## علایم آپاندیسیت
- درد ناحیه پایین و سمت راست شکم
- بی اشتهایی
- دل آشوبی و تهوع
- اسهال
- یبوست
- قادر نبودن به دفع گاز
- تورم شکم
- تب خفیف
- درد آپاندیسیت ممکن است به‌صورت دردهای مبهم و گرفتگی عضلانی خفیف حس شوند که اغلب با گذشت زمان شدیدتر می‌شود.

## روش‌های بررسی آپاندیس
معاینه کلینیکی:
روش اولیه متداول و مهم جهت بررسی آپاندیسیت معاینه ساده شکم است.
سونوگرافی آپاندیس:
یک روش بسیار متداول، آسان و مطمئن جهت بررسی آپاندیس است.
آزمایش شمارش گلبول‌های خونیCBC:
افزایش تعداد گلبول‌های سفید خون نشانه‌ای از عفونت یا التهاب در بدن می‌باشند که اغلب در آپاندیسیت CBC افزایش می‌یابد.
روش‌های تصویربرداری دیگر:
زمانی که به وجود تومور آپاندیس مشکوک باشند مطالعات تصویربرداری دیگر وجود و جایگاه قرارگیری آن را مشخص می‌کند که شامل CT اسکن، MRI , PET است.

## درمان آپاندیس
آپاندکتومی:
عمل جراحی تنها راه درمان آپاندیسیت است. که ممکن است پزشک با عمل جراحی باز یا لاپاراسکوپی (ایجاد شکاف‌های کوچک و با استفاده از دوربین داخل شکم) این کار را انجام دهد.
در صورت وجود تومور نیز جراحی لازم است و اگر تومور بزرگ باشد ممکن است یک بخش از روده بزرگ نیز برداشته شود. اما زمانیکه هنوز تشخیص قطعی نباشد با استفاده از آنتی‌بیوتیک هرگونه احتمال عفونت را که باعث ایجاد علائم شده‌است را از بین می‌برند اما قابل توجه می‌باشد که آنتی‌بیوتیک به تنهایی نمی‌تواند آپاندیسیت را درمان کند.

## نگارخانه

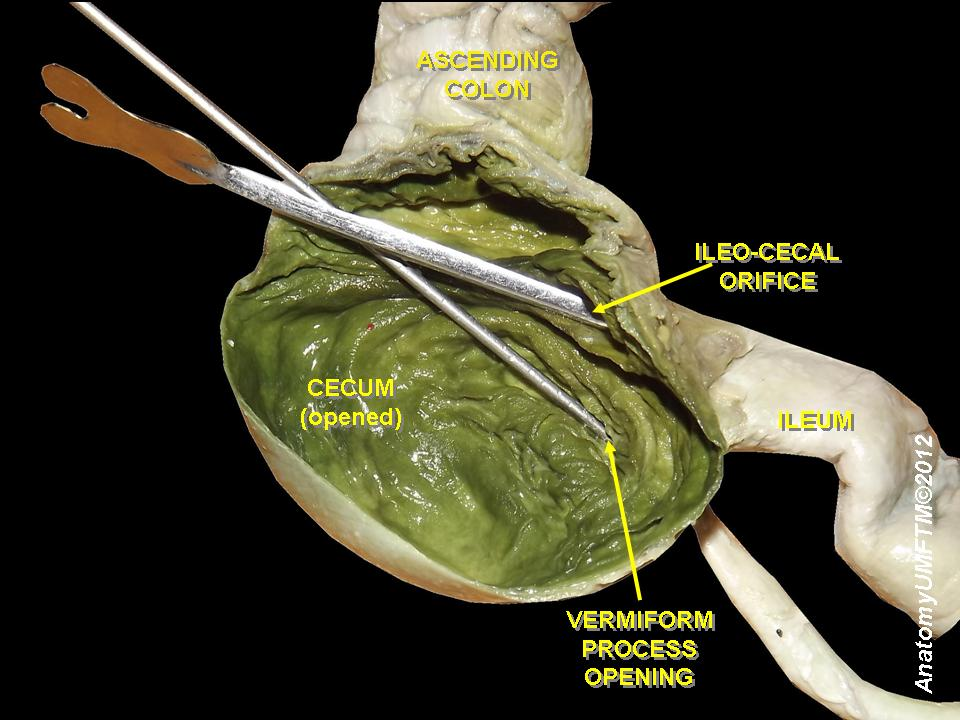
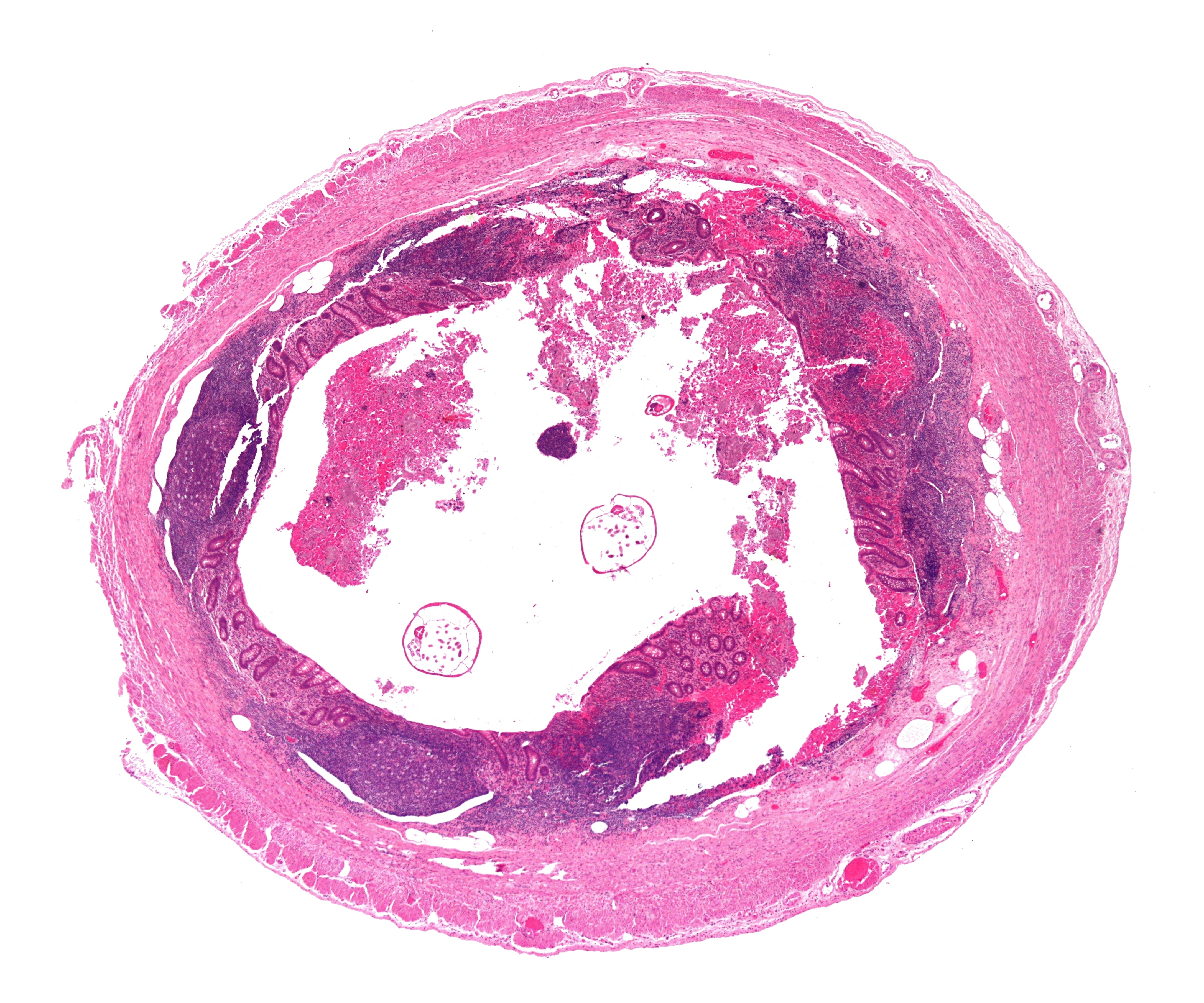